# ジョン・バークリー・コヴェントリー
ジョン・バークリー・コヴェントリー閣下（英語: Hon. John Bulkeley Coventry、1764年以降はジョン・バークリー・コヴェントリー＝バークリー閣下（Hon. John Bulkeley Coventry-Bulkeley）、1724年3月21日 – 1801年3月16日）は、グレートブリテン王国の政治家。第5代コヴェントリー伯爵ウィリアム・コヴェントリーの三男であり、1751年から1761年まで庶民院議員を務めた。

## 生涯
第5代コヴェントリー伯爵ウィリアム・コヴェントリーと妻エリザベス（Elizabeth、旧姓アレン（Allen）、1738年11月23日没、ジョン・アレンの娘）の三男として、1724年3月21日に生まれた。1731年から1740年までウィンチェスター・カレッジで教育を受けた後、1740年4月23日にオックスフォード大学ユニヴァーシティ・カレッジに入学した。
1751年4月、兄ジョージ・ウィリアムがコヴェントリー伯爵位を継承すると、それに伴うウスターシャー選挙区の補欠選挙に出馬、無投票で当選した。1754年イギリス総選挙でも無投票で再選した。議会では政府を支持したとされた。1761年イギリス総選挙で立候補せずに議員を退任した。
1764年、従兄弟にあたるジェームズ・コヴェントリー・バークリー（James Coventry Bulkeley）の死去に伴いその遺産を継承、「バークリー」を姓に加えた。
1801年3月16日に生涯未婚のまま死去した。